# Kullunā li-l-watan li-l-ʿulā li-l-ʿalam
Kullunā li-l-watan li-l-ʿulā li-l-ʿalam (arabisch كلنـا للوطـن للعـلى للعـلم, übersetzt „Wir alle! Für das Vaterland, den Ruhm und die Flagge!“) ist die libanesische Nationalhymne. Ihr Text wurde von Rachid Nakhlé (1873–1939) geschrieben, die Musik von Wadih Sabra (1876–1952) komponiert. Sie wurde am 12. Juli 1927 zum ersten Mal öffentlich aufgeführt. Der in der Hymne erwähnte Zedernbaum ist Teil der Flagge, des Wappens und Nationalsymbol des Libanon.

## Texte
| Arabisch | Transliteration | Deutsch |
| --- | --- | --- |
| كلنا للوطن للعلى للعلم ملء عين الزّمن سيفنا والقلم سهلنا والجبل منبت للرجال قولنا والعمل في سبيل الكمال كلنا للوطن للعلى للعلم كلّنا للوطن | Kullunā li-l-watan li-l-ʿulā li-l-ʿalam Milʾu ʿAini z-Zaman Saifunā wa-l-Qalam, Sahlunā wa-l-Dschabal Manbitun li-r-ridschāl Qaulunā wa-l-ʿAmal. Fī sabīli l-Kamāl. Kullunā li-l-watan li-l-ʿulā li-l-ʿalam, Kullunā li-l-watan. | Wir alle! Für das Vaterland, den Ruhm und die Flagge! Unserem Schwert und unseren Stiften suchen in den Altern Ihres gleichen. Unsere Berge und unsere Täler bringen unerschütterliche Männer hervor. Und der Vollendung widmen wir all unsere Anstrengungen. Wir alle! Für das Vaterland, den Ruhm und die Flagge! Wir alle! Fürs Vaterland! |
| شيخنا والفتى عند صوت الوطن أسد غاب متى ساورتنا الفتن شرقنا قلبه أبداً لبنان صانه ربه لمدى الأزمان كلنا للوطن للعلى للعلم كلنا للوطن       | Schaichunā wa-l-fatā ʿInda sauti l-Watan Usdu Ghabin Matā Sāwaratnā l-fitan Scharqunā Qalbuhu Abadan Lubnān Sānahu Rabbuhu li-madā l-Azmān Kullunā li-l-watan li-l-ʿulā li-l-ʿalam, Kullunā li-l-watan.                          | Unsere Vorväter und unsere Kinder, sie erwarten des Vaterlandes Ruf, Und am Tage der Entscheidung werden sie wie des Urwalds Löwen sein. Das Herz unseres Ostens ist auf immerdar der Libanon, Möge der Herr ihn erhalten bis zum Ende der Zeit. Wir alle! Für das Vaterland, den Ruhm und die Flagge! Wir alle! Fürs Vaterland!              |
| بحره برّه درّة الشرقين رِفدُهّ برّهُ مالئ القطبين إسمه عزّه منذ كان الجدود مجدُهُ أرزُهُ رمزُهُ للخلود كلّنا للوطن للعلى للعلم كلّنا للوطن               | Bahruhu Barruhu Durratu sch-Scharqain Rifduhu Birruhu Māliʾu l-Qutbain Ismuhu ʿIzzuhu Mundhu Kāna l-Dschudūd Madschduhu Arzuhu Ramzuhu li-l-chulūd Kullunā li-l-watan li-l-ʿulā li-l-ʿalam, Kullunā li-l-watan.                  | Die Edelsteine des Ostens sind sein Land und seine See. Durch die ganze Welt wirken seine guten Taten von Pol zu Pol. Und sein Name ist sein Ruhm seit die Zeit begann. Der Unsterblichkeit Zeichen – der Zederbaum – ist sein Stolz. Wir alle! Für das Vaterland, den Ruhm und die Flagge! Wir alle! Fürs Vaterland!                         |